# Ainay-le-Vieil
Ainay-le-Vieil – miejscowość i gmina we Francji, w Regionie Centralnym, w departamencie Cher.
Według danych na rok 1990 gminę zamieszkiwało 170 osób, a gęstość zaludnienia wynosiła 12 osób/km² (wśród 1842 gmin Regionu Centralnego Ainay-le-Vieil plasuje się na 968. miejscu pod względem liczby ludności, natomiast pod względem powierzchni na miejscu 926).